# 1 500 mètres masculin aux Jeux olympiques d'été de 1976 (athlétisme)
Navigation
Munich 1972 Moscou 1980
L'épreuve du 1 500 mètres masculin aux Jeux olympiques de 1976 s'est déroulée du 29 au 31 juillet 1976 au Stade olympique de Montréal, au Canada.  Elle est remportée par le Néo-zélandais John Walker.

## Résultats

### Finale
| Rang               | Athlète             | Pays                 | Temps         |
| ------------------ | ------------------- | -------------------- | ------------- |
| Médaille d'or      | John Walker         | Nouvelle-Zélande     | 3 min 39 s 17 |
| Médaille d'argent  | Ivo Van Damme       | Belgique             | 3 min 39 s 27 |
| Médaille de bronze | Paul-Heinz Wellmann | Allemagne de l'Ouest | 3 min 39 s 33 |
| 4                  | Eamonn Coghlan      | Irlande              | 3 min 39 s 51 |
| 5                  | Frank Clement (en)  | Royaume-Uni          | 3 min 39 s 65 |
| 6                  | Rick Wohlhuter      | États-Unis           | 3 min 40 s 64 |
| 7                  | David Moorcroft     | Royaume-Uni          | 3 min 40 s 94 |
| 8                  | Graham Crouch (en)  | Australie            | 3 min 41 s 80 |
| 9                  | János Zemen (en)    | Hongrie              | 3 min 43 s 02 |

## Légende
Records et Performances
- AR : Record continental (area record)
- CR : Record des championnats (championship record)
- MR : Record du meeting (meet record)
- NR : Record national (national record)
- OR : Record olympique (olympic record)
- PR : Record paralympique (paralympic record)
- PB : Record personnel (personal best)
- SB : Meilleure performance personnelle de la saison (season's best)
- WL : Meilleure performance mondiale de l'année (world leader)
- WJR : Record du monde junior (world junior record)
- WR : Record du monde (world record)

Circonstances et Conditions
- DNF : N'a pas terminé (did not finish)
- DNS : N'a pas pris le départ (did not start)
- DQ : Disqualification (disqualification)
- NM : Aucun essai valable enregistré (No Mark)
- Q : Qualifié « directement » au prochain tour (ou à la prochaine compétition), lors d'une compétition majeure, grâce au classement ou à la réalisation des minima (automatic qualifier)
- q : Qualifié au prochain tour (ou à la prochaine compétition), lors d'une compétition majeure, grâce au repêchage ou à la réalisation de l'une des meilleures performances parmi celles des « non qualifiés directement » (grâce au meilleur temps ou à la meilleure distance par exemple) (secondary qualifier)